# Tinissa chalcites
Tinissa chalcites är en fjärilsart som beskrevs av Robinson 1976. Tinissa chalcites ingår i släktet Tinissa och familjen äkta malar. Inga underarter finns listade i Catalogue of Life.